# Charmane Star
Charmane Star, nome artístico de Sheryn Lascano, (Filipinas, 5 de maio de 1979) é uma atriz de filmes pornográficos.
Quando tinha dois anos de idade sua família mudou-se para a Califórnia, nos Estados Unidos, onde foi criada. Quando completou 18 anos passou a posar nua. Trabalhou na revista Hustler, o que a levou para trabalhos na Internet e aos filmes, onde estreou em 1998. Além do trabalho, gosta de desenhar e pintar e de sair para beber. Quanto aos relacionamentos pessoais, gosta de homens e mulheres, sendo bissexual.

## Carreira
Participou de diversos filmes, incluindo cenas de sexo oral, sexo anal e lesbianismo. Não gosta de realizar cenas com mais de um homem. Seus outros nomes artísticos são: Charmain Star, Charmane Summer, Charmane, Charmaine, Charmain, Charmaine Star, Charmane Starr.

## Prêmios
Indicações
- 2005: AVN Award - Indicada para "Melhor cena de sexo oral" (Best Oral Sex Scene) – Eye of the Beholder[2]
- 2005: AVN Award - Indicada para "Melhor cena de sexo solo" (Best Solo Sex Scene) – Eye of the Beholder[2]
- 2007: AVN Award - Indicada para "Melhor cena de sexo só de garotas" (Best All-Girl Sex Scene - Video) – Virtual Vivid Girl Sunny Leone[3]
- 2007: AVN Award - Indicada para "Novata mais valiosa" (Most Valuable Starlet)[3]
- 2009: F.A.M.E. Awards - Indicada para "Atriz mais subestimada" (Most Underated Star)

## Filmografia
- Before They Were Stars (2008) (V)
- Fem: Vivace (2008) (V)
- Girls, Girls, Girls (2008) (V)
- Housewives Hunting Housewives (2008) (V)
- Invasian 3 (2008) (V)
- My Secret Girlfriend (2008) (V)
- Porn Star Pool Party (2008) (V)
- Sex in Dangerous Places (2008) (V)
- Who's Killing the Pets? (2008) (V)
- Reel Babes, Real Breasts (2007) (V)
- Bangkok Bitches (2007) (V)
- Broken China Dolls (2007) (V)
- China Blue (2007) (V)
- Dirty Asian Dykes (2007) (V)
- Dream Machine (2007) (V)
- Fem: Staccato (2007) (V)
- Maid in America (2007) (V)
- My Space Too (2007) (V)
- Playgirl: Amorous Sexcapades (2007) (V)
- Pump My Ass Full of Cum (2007) (V)
- Pu-Tang Dynasty (2007) (V)
- Top Notch Bitches 6 (2007) (V)
- Young, Hot & Bothered (2007) (V)
- United Colors of Ass 11 (2006) (V)
- Dressed for Sex (2006) (V)
- McKenzie Made (2006) (V)
- Asian Erotic (2006) (V)
- Asian Invaders 2 (2006) (V)
- Asian Sinsations (2006) (V)
- Baby Dolls from Beijing (2006) (V)
- Caught in the Act (2006) (V)
- Charmane Star Revealed (2006) (V)
- Cockasian (2006) (V)
- Gash Masters (2006) (V)
- I Love Asians (2006) (V)
- Manuel Ferrara Fucks Them All! (2006) (V)
- Peter North's P.O.V. 12 (2006) (V)
- Playgirl: Sex Spells (2006) (V)
- Reign of Tera 2 (2006) (V)
- Teenage Pink (2006) (V)
- Virtual Vivid Girl Sunny Leone (2006) (V)
- Women on Top Vol. 2 (2005) (V)
- Between the Sheets (2005) (V)
- Pirates (2005) (V)
- ... aka Pirates XXX
- Asian Devastation (2005) (V)
- 100% Blowjobs 31 (2005) (V)
- The Adventures of Be the Mask 2 (2005) (V)
- Asian Sexual Rhythm (2005) (V)
- ... aka Asian Sexual Rhythms (USA)
- Blow (2005) (V)
- The Contractor (2005) (V)
- Cumstains 6 (2005) (V) (as Charmane)
- Girlvana (2005) (V)
- GrubGirl (2005) (V)
- I Love 'em Natural 2 (2005) (V)
- Miso Horny (2005/I) (V)
- My First Porn 4 (2005) (V)
- My Hero (2005) (V)
- Private Eyes (2005) (V)
- Reel Girlfriends (2005) (V)
- Retaliasian (2005) (V)
- Sex, Sex, Sex (2005) (V)
- Slant Eye for the Straight Guy (2005) (V)
- Three's Cumpany (2005) (V)
- Wank on Me (2005) (V)
- Way of the Dragon (2005) (V)
- Wicked Fourgy of Whorror (2005) (V)
- Yellow Fever (2005) (V)
- Eye of the Beholder (2004) (V)
- Weapons of Ass Destruction 3 (2004) (V)
- 100% Blowjobs 28 (2004) (V)
- Asian Divas 5 (2004) (V)
- Asian Super Sluts (2004) (V) (as Charmaine)
- Baby Doll Lesbian Orgies (2004) (V) (as Charmane Starr)
- Barely Legal Innocence (2004) (V)
- Best of North Pole (2004) (V)
- Be with Me (2004) (V) (as Charmane)
- California Bad Girls 2 (2004) (V)
- Cloud 9 Girls 1 (2004) (V)
- The ConnASSeur (2004) (V)
- Deep in Style (2004) (V)
- East Eats West (2004) (V)
- First Date 2 (2004) (V)
- Hook-ups 7 (2004) (V)
- House Party (2004/I) (V)
- I Love 'em Asian (2004) (V)
- Innocence Little Secrets (2004) (V)
- Interracial Addiction 1 (2004) (V)
- Maximum Thrust 3 (2004) (V)
- Mystified 3: The Sorceress (2004) (V)
- Nuttin' Hunnies (2004) (V)
- Pop 2 (2004) (V)
- Porn Star Station (2004) (V)
- Pussy Foot'n 11 (2004) (V)
- Reality Sucks (2004) (V)
- Reign of Tera (2004) (V)
- Sakura Tales 6 (2004) (V)
- Shane's World: Asian Vacation (2004) (V)
- Spunk'd (2004) (V)
- Whorientals (2004) (V)
- Wild on X 1 (2004) (V)
- Cumstains (2003) (V)
- Trouble X 2 (2003) (V)
- Blow Me Sandwich (2003) (V)
- 18 and Lost in Asia (2003) (V)
- 18 and Lost in Phoenix (2003) (V)
- Asia Noir 3 (2003) (V)
- Asian Velvet Teen (2003) (V)
- Bad Girls Hideout (2003) (V)
- The Dirty Little Tease (2003) (V)
- Eager Beavers 6 (2003) (V)
- Fem: Bella (2003) (V) (as Charmaine Star)
- Flesh Hunter 5 (2003) (V)
- Hot Bods and Tail Pipe #27 (2003) (V)
- I Fucked Your Girlfriend (2003) (V)
- Inch Freaks (2003) (V)
- Invasian! (2003) (V)
- Lessons in Lust 2 (2003) (V)
- Liquid (2003) (V)
- Once You Go Black 2 (2003) (V)
- Sakura Tales 3 (2003) (V)
- Sinful Asians (2003) (V)
- Tight and Asian 2 (2003) (V)
- Wet Dreams Cum True 2 (2003) (V)
- Whoriental Sex Academy 6 (2003) (V)
- Young Girls' Fantasies 4 (2003) (V)
- Concubine (2002) (V)
- The Game (2002) (V)
- Cum Shot Starlets (2002) (V)
- Fresh Meat 14 (2002) (V)
- Red Dragon (2002) (V)
- Operation Just Cooze (2001)
- Windows (2001) (V)
- Lewd Conduct 11 (2001)
- Decadent Dreams (2001)
- Soiled Doves (2001) (V)
- Asian Mania 2 (2001) (V)
- Chica Boom 9 (2001) (V)
- Fast Cars & Tiki Bars (2001) (V)
- Sodomania Slop Shots 10 (2001) (V)
- Temptation Isle (2001) (V)
- University Coeds 25 (2001) (V)
- The Violation of Jewel De'Nyle (2001)
- Wicked Sex Party 3 (2001) (V)
- Young and Tight 3: In Mexico (2001) (V)
- The Younger the Berry 1 (2001) (V)
- Erotica (2000) (as Charmaine Star)
- No Man's Land: Asian Edition 1 (2000) (V)
- On the Prowl 2 (2000) (V)
- Pussyman's Decadent Divas 9 (2000) (V)
- Red Scarlet (2000) (V)
- Principles of Lust (1999) (V)
- Poser (1999) (V)
- No Limits (1999/II) (V)
- Pick-Up Lines 38 (1999) (V)
- 18 and Nasty 7 (1999) (V)
- Asian Street Hookers 3 (1999)
- Asian Street Hookers 6 (1999) (V)
- Babes Illustrated 8: Garage Girls (1999) (V)
- California Cocksuckers 7 (1999) (V)
- Coed Cheerleaders Panty Uprising (1999) (V)
- College Coeds Cheerleaders (1999) (V)
- Ethnicity 2 (1999) (V)
- Fashion Sluts 11 (1999) (V)
- Fresh Hot Babes 17: Prick Teasers (1999) (V)
- No Man's Land: Interracial Edition Volume One (1999) (V)
- North Pole #9 (1999) (V)
- Nymph Fever (1999) (V)
- Papa Load's Blowjob Babes 1 (1999) (V)
- A Passage Through India (1999) (V)
- Pick-Up Lines 39 (1999) (V)
- Pick Up Lines: Salt & Pepper #37 (1999) (V)
- United Colors of Ass 2 (1999) (V)
- Up and Cummers 63 (1999) (V)
- Up and Cummers 64 (1999) (V)
- The Video Adventures of Peeping Tom 18 (1999) (V)
- Coed Cocksuckers 10 (1998) (V)